# ترانوووا براچیولینی
ترانوووا براچیولینی (به ایتالیایی: Terranuova Bracciolini) یک کومونه در ایتالیا است که در استان آرتزو واقع شده‌است. ترانوووا براچیولینی ۸۵٫۳۷ کیلومتر مربع مساحت و ۱۲٬۴۰۱ نفر جمعیت دارد و ۱۵۶ متر بالاتر از سطح دریا واقع شده‌است.

## خواهرخوانده
شهر Haouza خواهرخواندهٔ ترانوووا براچیولینی هست.